# Hold You Down
"Hold You Down" é uma canção da cantora americana de R&B Jennifer Lopez, que foi lançada como single no dia 2005  em parceria com o rapper Fat Joe. Essa música também foi incluída no sexto álbum de Fat Joe, All or Nothing.

## Videoclipe
O videoclipe foi dirigido por Diane Martel e editado por Paul Martínez, o clipe foi filmado no Bronx, Nova Iorque, em Março de 2005.

## Faixas e formatos
Estados Unidos CD maxi single
1. "Hold You Down" (Radio Edit com Fat Joe) – 3:36
2. "Hold You Down" (Cory Rooney Spring Mix com Fat Joe) – 4:51
3. "Hold You Down" (Eliel Mix com Don Omar) – 4:02
4. "Hold You Down" (SPK e DJ Lobo Remix com Don Omar) – 3:59
5. "Get Right" (Hip Hop Remix com Fabolous) – 3:49
6. "Hold You Down" (Videoclipe)

Estados Unidos 12" single
1. "Hold You Down" (Cory Rooney Spring Mix com Fat Joe) – 4:51
2. "Hold You Down" (Cory Rooney Spring Instrumental) – 4:51
3. "Hold You Down" (Eliel Mix com Don Omar) – 4:02
4. "Hold You Down" (SPK e DJ Lobo Remix) – 3:59
5. "Hold You Down" (Eliel Mix Instrumental) – 4:02
6. "Hold You Down" (SPK e DJ Lobo Instrumental Remix) – 3:59

Reino Unido CD 1
1. "Hold You Down" (Radio Edit com Fat Joe) – 3:55
2. "Hold You Down" (Cory Rooney Spring Mix com Fat Joe) – 4:51

Reino Unido CD 2
1. "Hold You Down" (Album Version com Fat Joe) – 4:36
2. "Hold You Down" (Cory Rooney Spring Mix com Fat Joe) – 4:51
3. "Hold You Down" (Eliel Mix com Don Omar) – 4:02
4. "Hold You Down" (SPK e DJ Lobo Remix com Don Omar) – 3:59
5. "Get Right" (Hip Hop Remix com Fabolous) – 3:49
6. "Hold You Down" (Videoclipe)

Reino Unido 12" single
1. "Hold You Down" (Cory Rooney Spring Mix com Fat Joe) – 4:51
2. "Hold You Down" (Cory Rooney Spring Instrumental) – 4:51
3. "Hold You Down" (Album Version) – 4:36
4. "Hold You Down" (Eliel Mix com Don Omar) – 4:02
5. "Hold You Down" (SPK e DJ Lobo Remix) – 3:59
6. "Hold You Down" (Eliel Mix Instrumental) – 4:02

## Desempenho
| Tabelas musicais (2005)                             | Melhor posição |
| --------------------------------------------------- | -------------- |
| Áustria - Australian Singles Chart                  | 17             |
| Bélgica - Belgian Singles Chart (Flanders)          | 44             |
| Países Baixos - Dutch Top 40                        | 38             |
| Europa - European Hot 100 Singles                   | 24             |
| Alemanha - German Singles Chart                     | 44             |
| Irlanda - Irish Singles Chart                       | 15             |
| Itália - Italian Singles Chart                      | 22             |
| Nova Zelândia - New Zealand Singles Chart           | 14             |
| Roménia - Romanian Top 100                          | 14             |
| Espanha - Spanish Singles Chart                     | 12             |
| Suíça - Swiss Singles Chart                         | 44             |
| Reino Unido - UK Singles Chart                      | 6              |
| Estados Unidos - Billboard Hot 100                  | 64             |
| Estados Unidos - Bubbling Under R&B/Hip-Hop Singles | 4              |
| Estados Unidos - Pop 100                            | 38             |